# NGC 2557
NGC 2557 is een lensvormig sterrenstelsel in het sterrenbeeld Kreeft. Het hemelobject werd op 2 februari 1877 ontdekt door de Franse astronoom Édouard Jean-Marie Stephan.

## Synoniemen
- UGC 4330
- MCG 4-20-21
- ZWG 119.48
- PGC 23329